# جائزة الهجرة للأدب
جائزة الهجرة للأدب (بالهولندية:El Hizjra-Literatuurprijs) مسابقة وطنية على صعيد هولندا في الكتابة الأدبية للمواطنين الهولنديين العرب والبربر. الجائزة تأسست سنة 1992. والجائزة موجهة للصغار والكبار، من ذوي الخبرة وعديمي الخبرة، لتشجيع كتابة الشعر والقصص القصيرة.

## الروابط الخارجية
- الموقع الرسمي للجائزة على الانترنيت